# Nissan Laurel
Nissan Laurel — автомобіль бізнес-класу, що випускався з 1968 по 2002 рік. Він був представлений публіці в 1968 році як нова модель, яка зайняла нішу між Bluebird 510 і Nissan Cedric. Автомобіль виготовлявся протягом 34 років і пережив 8 поколінь.
Перше покоління Лаурель збиралося на колишньому заводі Prince Motor Company, розташованому в Мусасі-Мураяма. Тоді існували дво- і чотирьох-дверні варіанти. Випуск автомобіля почався після злиття компаній Nissan і Prince. Починаючи з 1968 року, вісім поколінь Лауреля було випущено в Японії. Nissan періодично відправляв Лаурель на експорт в азійські і європейські ринки (також продавався в Чилі і Панамі, як Datsun Laurel, починаючи з кінця 1970-х), повністю припинивши експорт моделі з 1989 року. В Японії Лаурель не продавався як Datsun, а виключно під маркою Nissan.
Кілька поколінь в 1977-1989 роках на експорт в Європу продавались під назвою Datsun Laurel або Datsun 1800, а пізніше як Nissan Laurel.

## Моделі

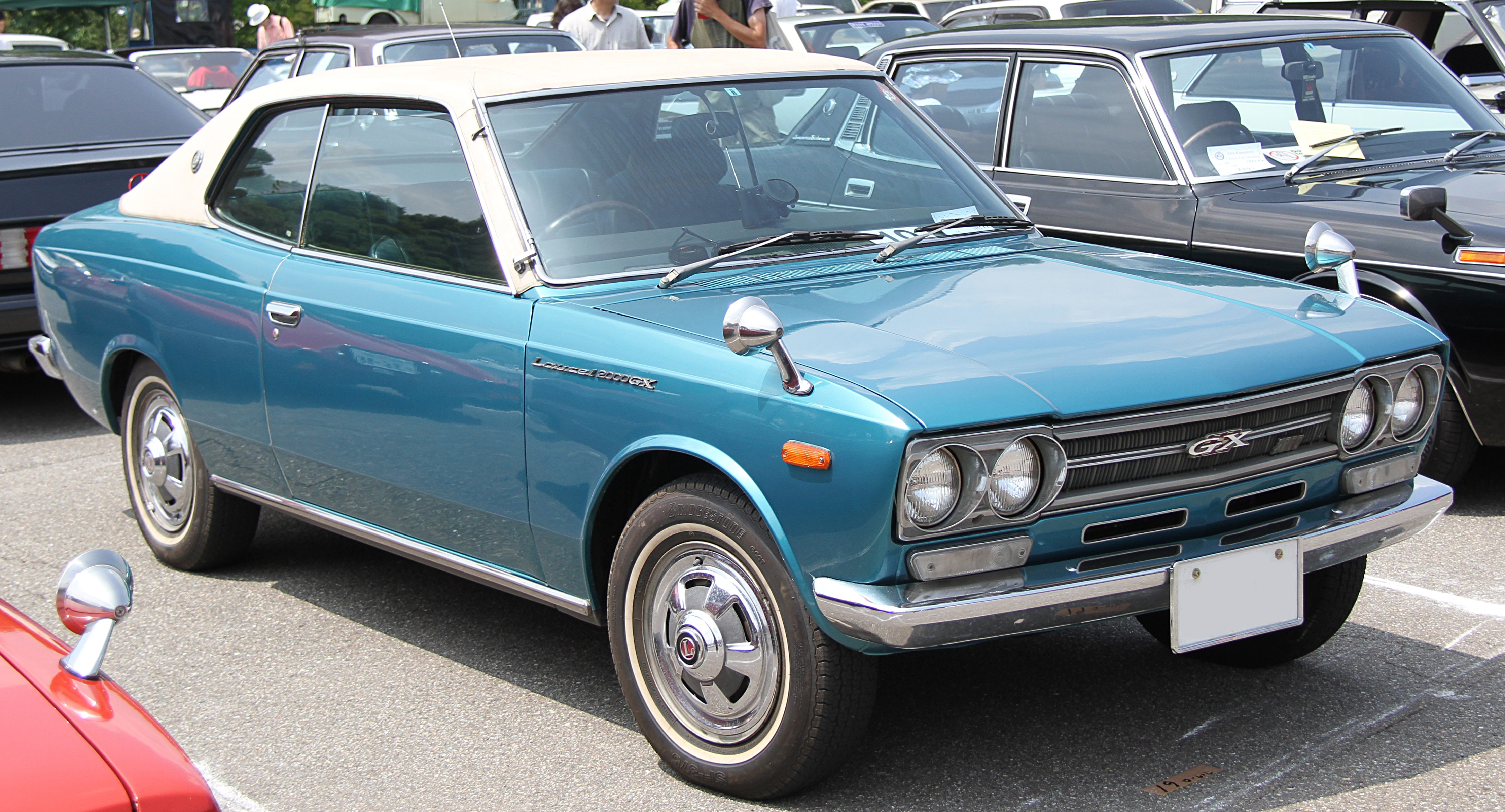
Перше покоління
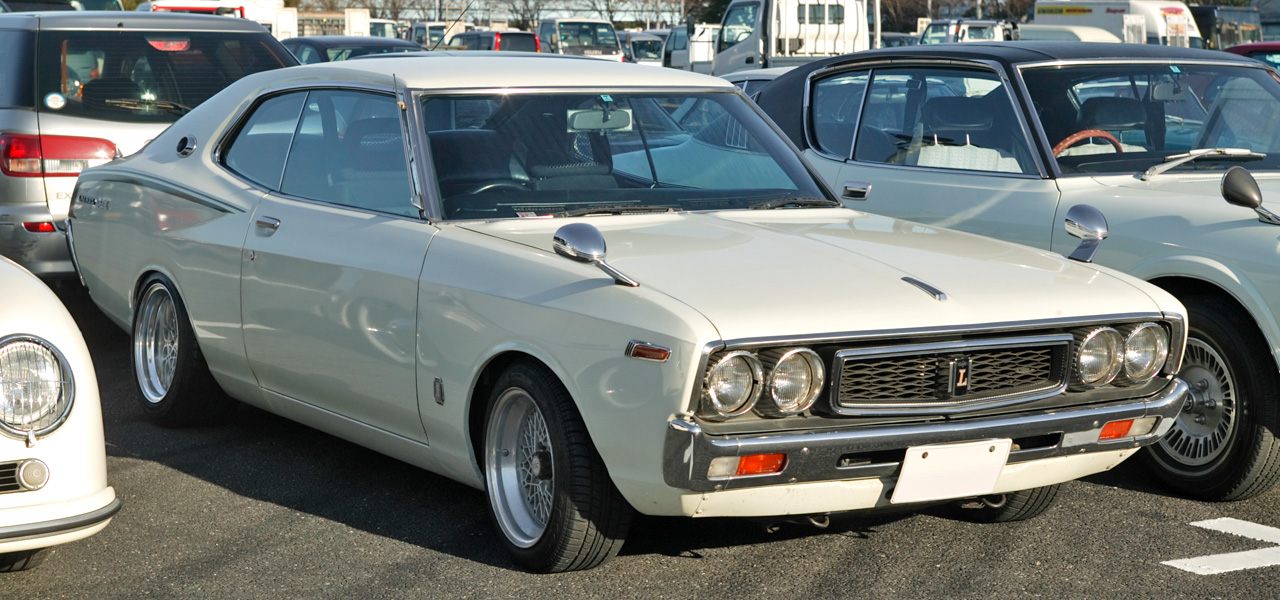
Друге покоління
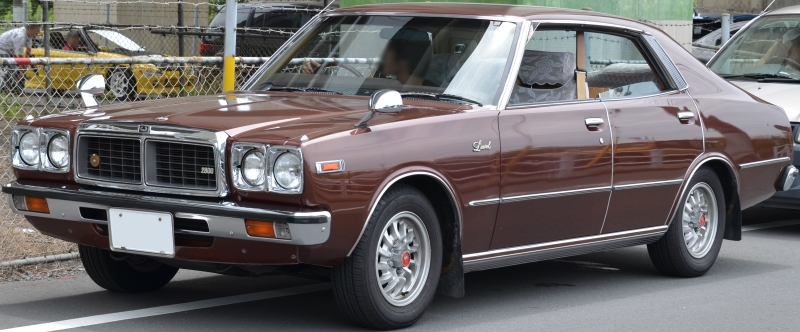
Третє покоління
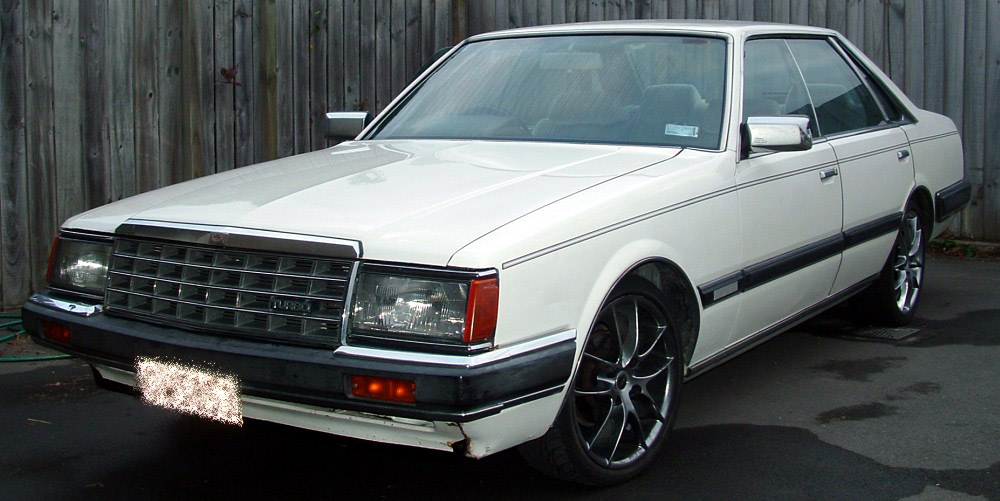
Четверте покоління

## Друге покоління

### Laurel C130-EV
У 1974 Nissan розробив і випустив електричний седан на базі Nissan Laurel. Електромобіль був розроблений компанією Prince Motor Company, але вироблявся Nissan, тому що компанія поглинула Prince у 1966.
C130-EV мав 16,0 кВт (21,5 к. с.) електродвигун. Nissan Laurel C130-EV мав найвищу швидкість 85 км/год (53 миля/год) і дальність пробігу 65 км (40 миля). Наступний електромобіль Nissan з'явився у 1998 — Altra.

## П'яте покоління

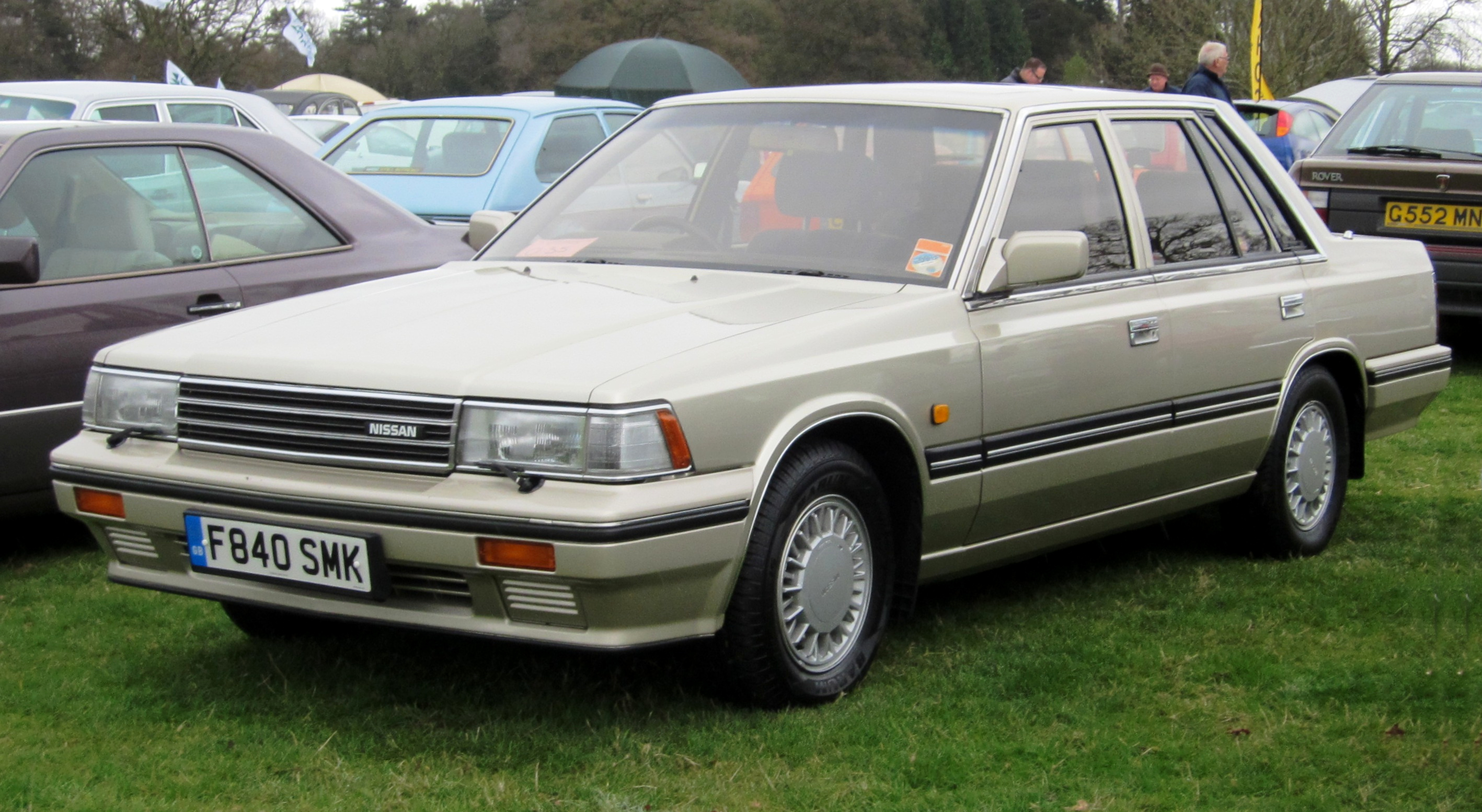
Nissan Laurel (C32)

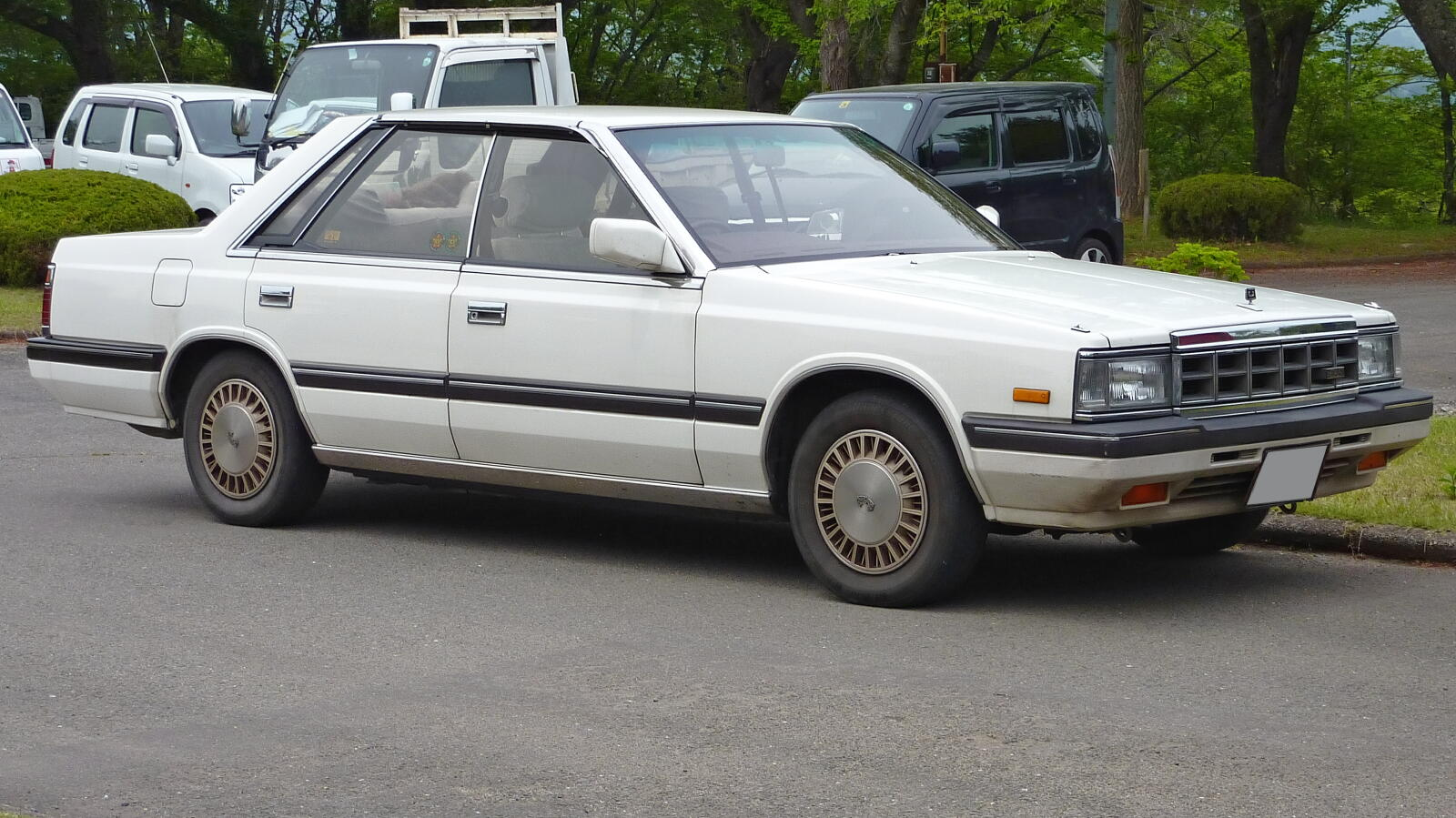
Nissan Laurel хардтоп (C32)

П'яте покоління (C32, 1984-1989) вийшло в жовтні 1984 року. Модель отримала індекс C32. Осаму Іто, розробник R31/32 Skyline, працював над оновленням Laurel. Він направив автомобіль на шлях суттєвих змін. За традицією кузова були двох типів - седан і хардтоп. Рубані незграбні лінії автомобіля створювали дуже елегантний і солідний вигляд, який не був позбавлений стрімкості. Вперше були застосовані електричні висувні бічні дзеркала. У цьому поколінні вперше з'явилися мотори серії RB, що стали згодом легендою. До рестайлінгу автомобіль міг оснащуватися атмосферними моторами CA18, RB20 і турбованим V6 - VG20. Після рестайлінгу до них додався RB20DET, що розвивав 175 к.с. Також на цьому поколінні була вперше застосована активна підвіска - Super Sonic Suspension.
На автомобілі п'ятого покоління C32 встановлювалося чотири бензинових двигуна, CA20S (на C32 встановлювалися тільки чотирициліндрові), L24S, VG20ET, VG30E і двигун VG30S з електронним карбюратором. Також встановлювався дизельний двигун LD28.
У 1987 році відбулося незначне фейсліфтінг, з'явилися великі бампера, нові ґрати і нова оптика спереду і ззаду. Дизель LD28 був доопрацьований до RD28. Це покоління стало першим Laurel, з двигунами V6.
C32 була останньою моделлю, що продавалася поза Японією. В Європі на зміну Laurel прийшла Nissan Maxima, яка так і не досягла популярності Laurel. Автомобілі марки часто купували завдяки його високій якості. Він часто використовувався в якості таксі в Німеччині.
Стиль став нагадувати великі Nissan Cedric і Nissan Gloria, але на трохи меншій платформі. Конкурентами серед автомобілів Toyota в цей час вважалися хардтоп Cresta і седан Mark II, а також з 1986 року і Honda Vigor.
У травні 1985 року була представлена обмежена серія Grand Touring. Деякі поліпшення були зроблені в жовтні 1985 року і січні 1986 року. У жовтні 1986 року відбулися істотні зміни екстер'єру. У травні 1987 року був представлений «Grande Touring Hawaii Limited». У серпні того ж року в лінійці з'явився «Grande Touring Limited». У лютому 1988 року була представлена спеціальна серія Super medalist. У травні 1988 року була випущена модель «Hawaii Touring». У вересні того ж року в лінійці з'явився Super Series Selection. У січні 1989 року Laurel з автоматичною коробкою передач отримав розблокує кнопку shift lock.
Випуск п'ятого покоління був припинений в липні 1993 року.

### Двигуни
- 1.8 L CA18S I4
- 2.0 L CA20S I4
- 2.0 L RB20E I6
- 2.0 L RB20DET turbo I6 175 к.с.
- 2.0 L VG20ET turbo V6
- 2.4 L L24E
- 3.0 L VG30S V6
- 3.0 L VG30E V6
- 2.8 L LD28 diesel I6
- 2.8 L RD28 diesel I6

## Шосте покоління

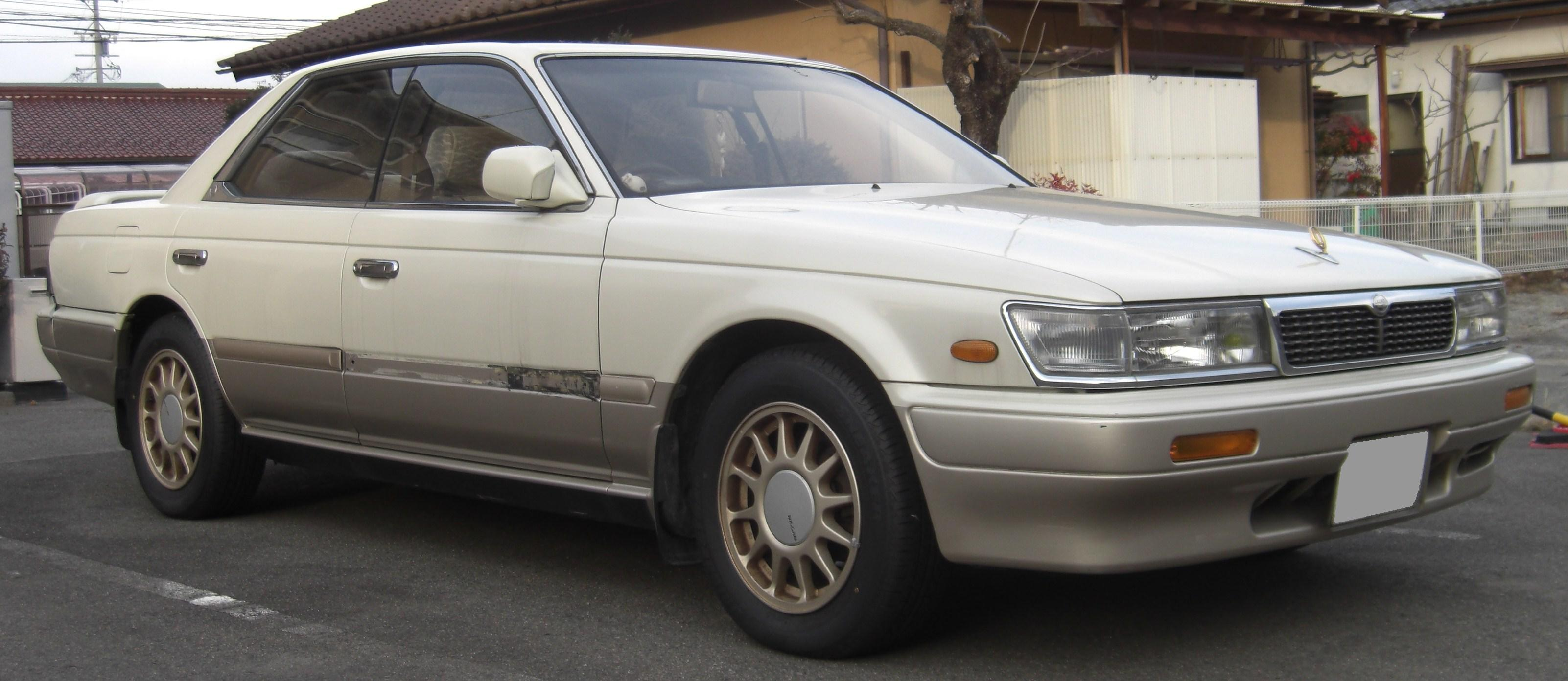
Nissan Laurel (C33)

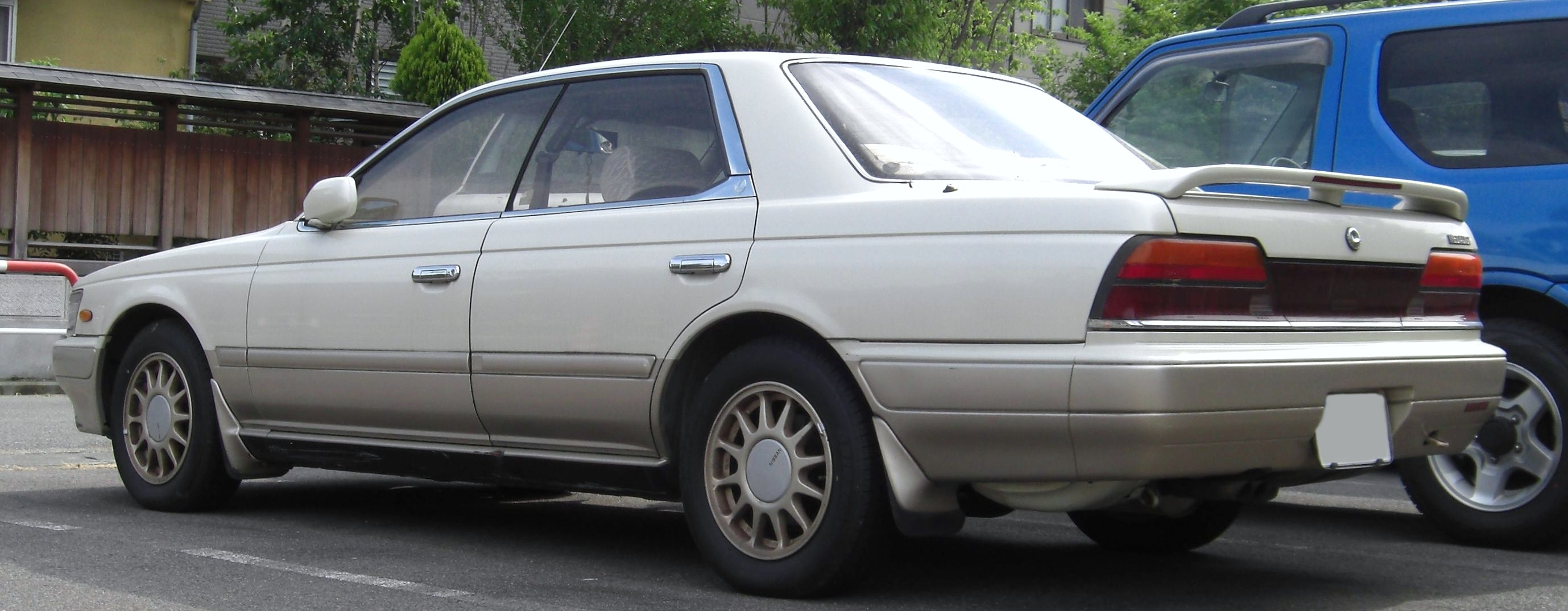
Nissan Laurel (C33)

У грудні 1988 року був представлений Laurel C33 (1989-1993). Через місяць, в січні 1989 року, C33 надійшов у продаж, спочатку тільки в кузові чотиридверного седана. Основним двигуном і раніше залишалася 1,8-літрова рядна четвірка CA18, опціонально були доступні шестициліндрові 2-літровий бензиновий RB (з турбо-варіантом) і 2,8-літровий дизельний RD28 двигуни. З початку 1991 року також ще встановлювалися 2,5-літровий рядні шестициліндрові двигуни RB з п'ятиступінчастою автоматичною трансмісією.
Laurel того покоління має задньопривідну компоновку, що робить його ідеальним для тюнінгу і використання в дрифті, особливо в цьому поколінні. C33 схожий з автомобілями Nissan Cefiro A31 і Nissan Skyline R32. Вони мають багато взаємозамінних деталей, що робить їх ідеальними для доробок. Крім того, деталі підвіски ідентичні моделі Nissan Silvia S13.
Конкурентом серед автомобілів Toyota в цьому поколінні стала Cresta, а також нова Honda Inspire з цього сегмента. Laurel став класифікуватися як великий представницький седан, а його зовнішні габарити відповідають автомобілям Nissan Cedric і Nissan Gloria. Laurel як і раніше залишався молодшим седаном в порівнянні з флагманом Nissan President, який був повністю оновлений в 1989 році.
Комплектації Laurel включають Medalist, Medalist Club S і Gran Limited. Комплектація Club S випускалася тільки в цьому поколінні і опціонально оснащувалася мотором RB25DE, мала спереду обвіс-губу, на інших же комплектаціях встановлювалися тільки двигуни RB20, CA18 і RD28.
На березень 1989 року стало доступний кузов седан. Зник двигун V6, але як і раніше встановлювалися двигуни RB20E, RB20DE, RB20DET, CA18i і RD28. У задній підвісці використовується система HICAS, що забезпечує при впливі кермом поворот не тільки передніх, але і задніх коліс за допомогою гідравліки, завдяки чому поліпшується керованість автомобіля при заносі і збільшується безпечна швидкість проходження поворотів. Гальма передні дискові, задні - або дискові, або барабанні, залежно від комплектації опціонально встановлювалася АБС. Незначні зміни були внесені в січні 1991 року. Паралельно з фейсліфтингом, моделі з двигунами RB20E / RB20DE отримали п'яти-ступінчастий автомат.
На північноамериканському ринку автомобіль продавався тільки в регіоні Карибського басейну, в першу чергу, на Багамах як Nissan Laurel Altima. Проте, назва Altima вперше було використано в США і Канаді, починаючи з моделі 1993 роки нового компактного автомобіля, який став середньорозмірним в 2002 році. З січня 1992 року кількість випущених автомобілів за весь час досягло двох мільйонів одиниць.

### Двигуни
- 1.8 L CA18i I4
- 2.0 L RB20DET turbo I6 205 к.с.
- 2.0 L RB20DE I6
- 2.0 L RB20E I6
- 2.5 L RB25DET I6
- 2.8 L RD28 I6 diesel

## Сьоме покоління

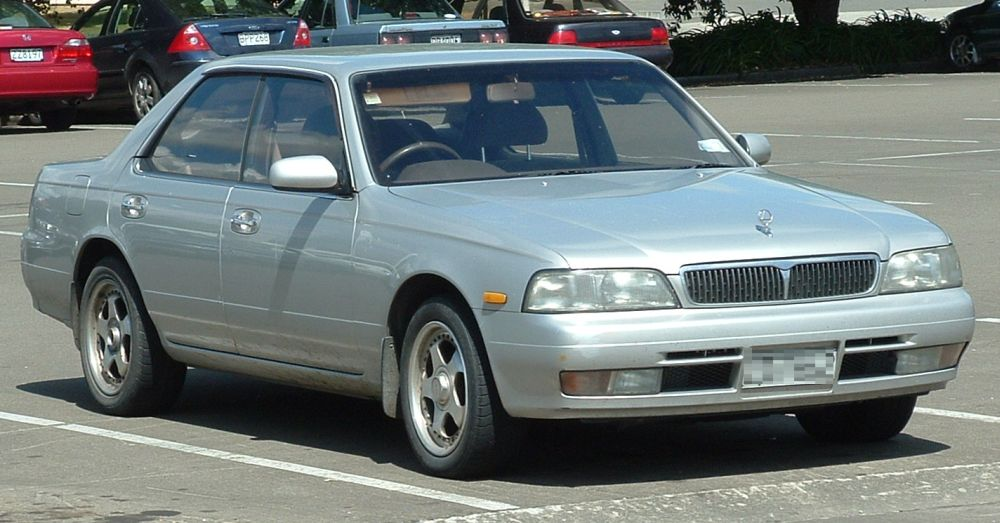
Nissan Laurel (C34)

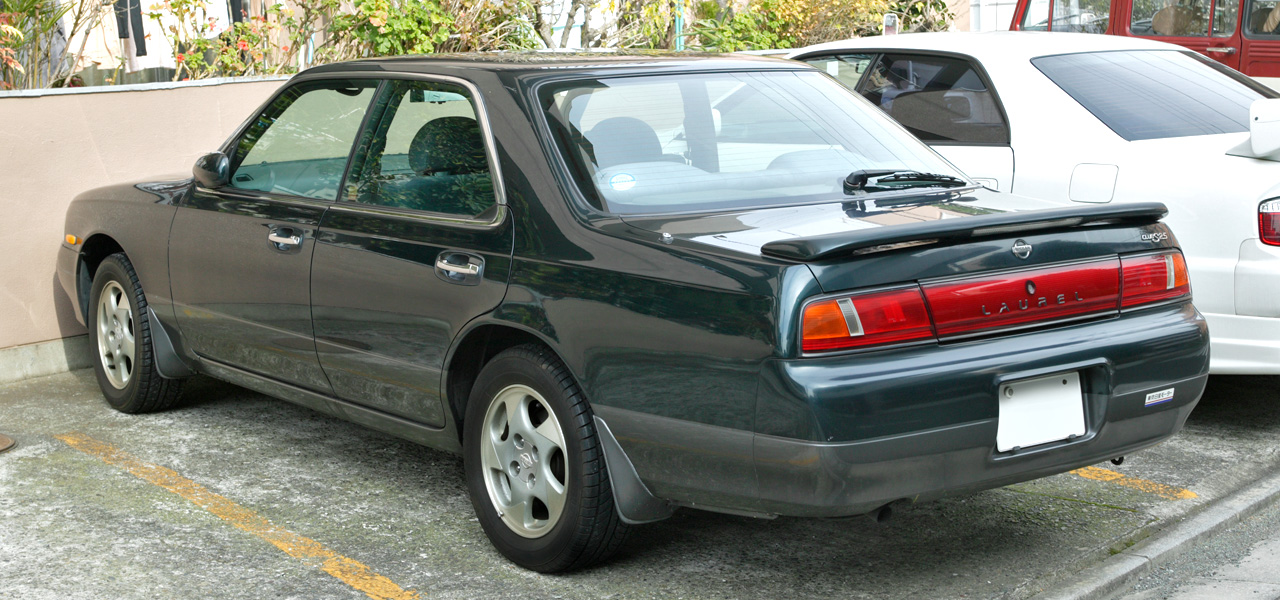
Nissan Laurel (C34)

У січні 1993 року в світ вийшло чергове покоління Laurel C34 (1993-1997), побудоване як і попереднє на загальній платформі зі Skyline і Silvia. Laurel C34 перестав випускатися в кузові седан хардтоп, залишився звичайний седан. Також перестали встановлюватися двигуни з чотирма циліндрами, залишилися рядні шестициліндрові 2,0, 2,5-літрові бензинові і 2,8-літровий дизельний двигуни. Найпотужнішим в лінійці був 2,5 літровий двигун з турбонаддувом який встановлювався тільки на задньопривідні версії автомобіля. Бензинові версії автомобіля комплектувалися чотирьох- або п'ятиступінчастою автоматичною трансмісією. Для дизельного двигуна пропонувалася як п'ятиступінчаста механіка, так і чотириступінчастий автомат. У вересні 1994 року з'явилася повнопривідна версія автомобіля, на яку встановлювався чотириступінчастий автомат і система повного приводу ATTESA-ETS. Гальма передні і задні дискові, в залежності від комплектації встановлювалася АБС.
Деякі пізніші моделі отримали фірмові системи управління чотирма колесами (HICAS) і повного приводу (ATTESA), взяті з моделі Skyline. Конкурентами автомобіля вважаються Toyota Cresta і Honda Inspire. Це було покоління, яке вже не розглядається як компактний седан за японськими правилами, в зв'язку з обсягом двигуна і габаритами автомобіля. Таким чином, величина щорічного податку для японських автовласників виріс.
Дві доступні комплектації, Medalist і Club S, відрізнялися оформленням передньої частини автомобіля. Medalist позиціонувався як більш солідна модель, а Club S як модель зі спортивним ухилом. У вересні 1994 автомобіль зазнав рестайлінгу, зміни торкнулися передньої і задньої частини автомобіля.

### Двигуни
- 2.0L RB20E I6
- 2.0L RB20DE I6
- 2.5L RB25DET Turbo I6 235 к.с.
- 2.5L RB25DE I6
- 2.8L Diesel RD28 I6

## Восьме покоління

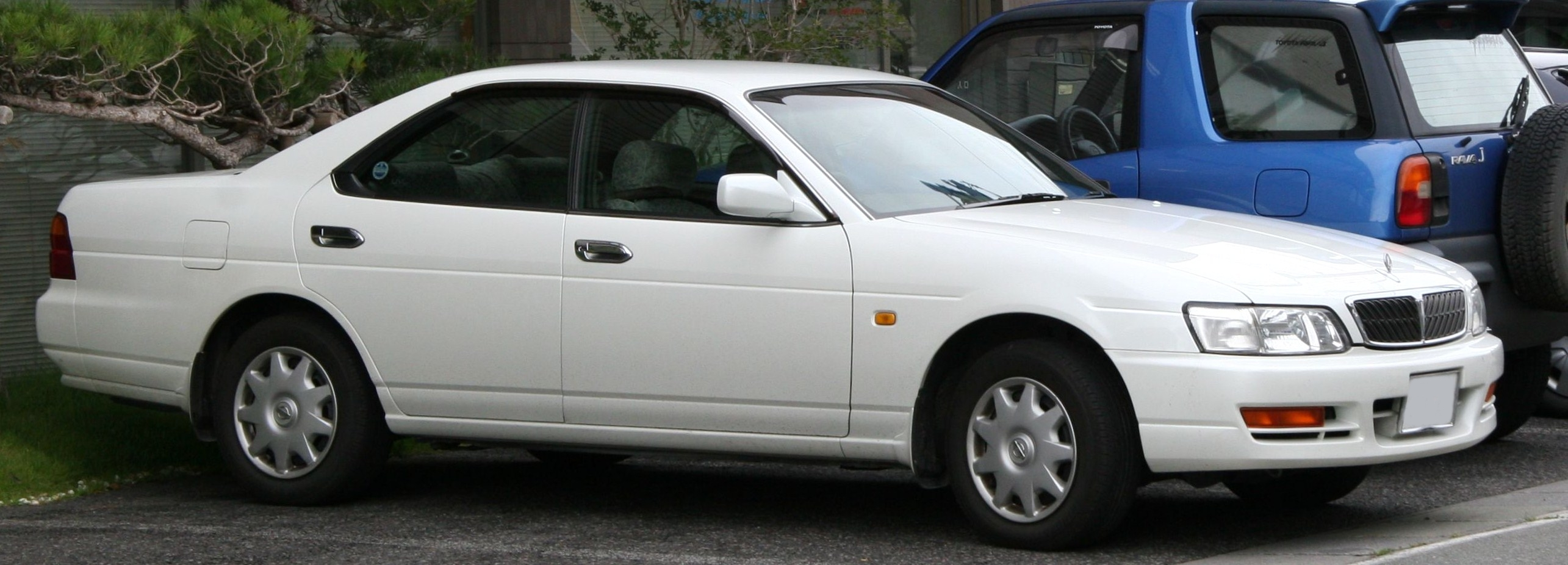
Nissan Laurel (C35, 1997-1999)

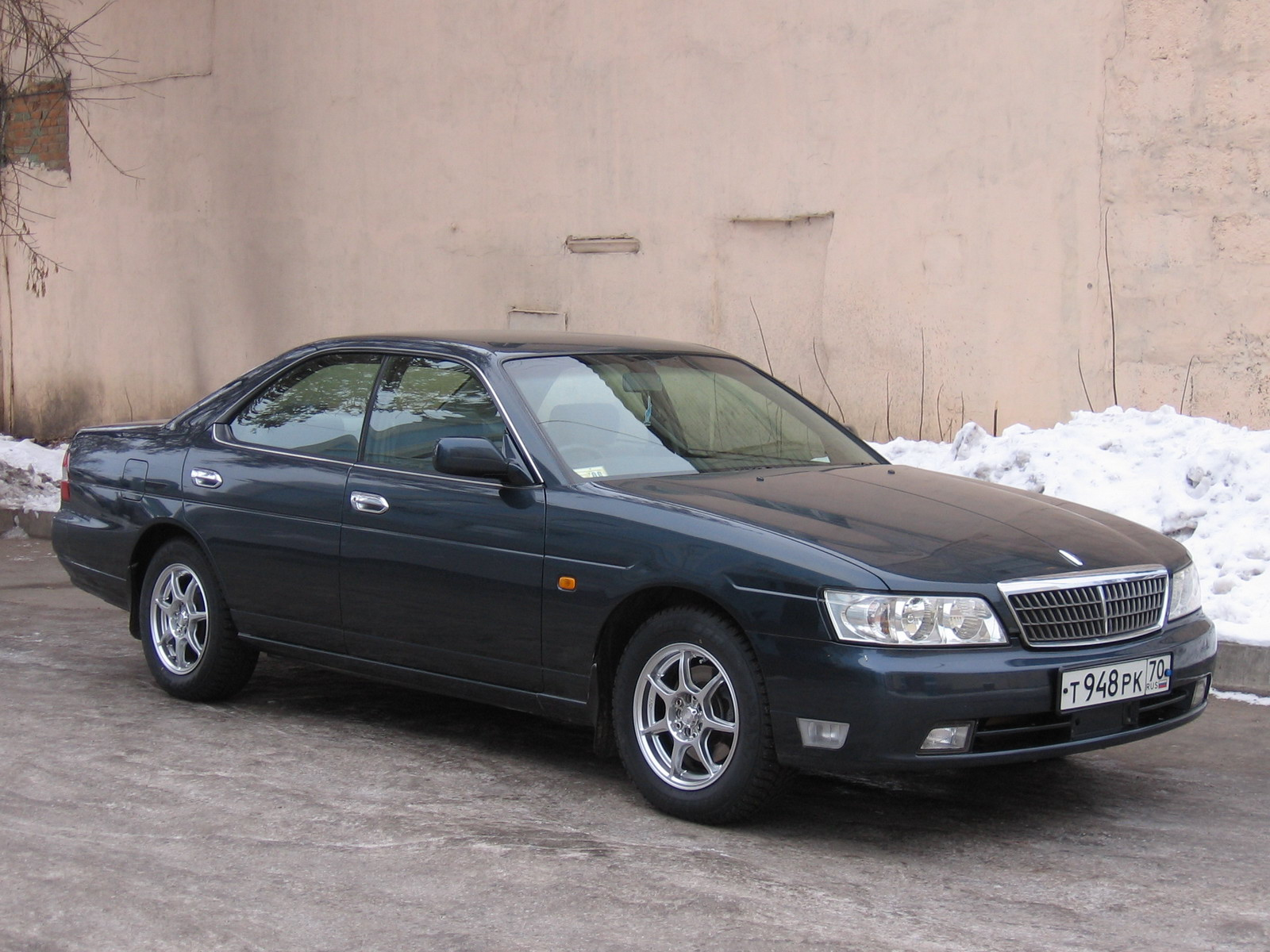
Nissan Laurel (C35, 1999-2002)

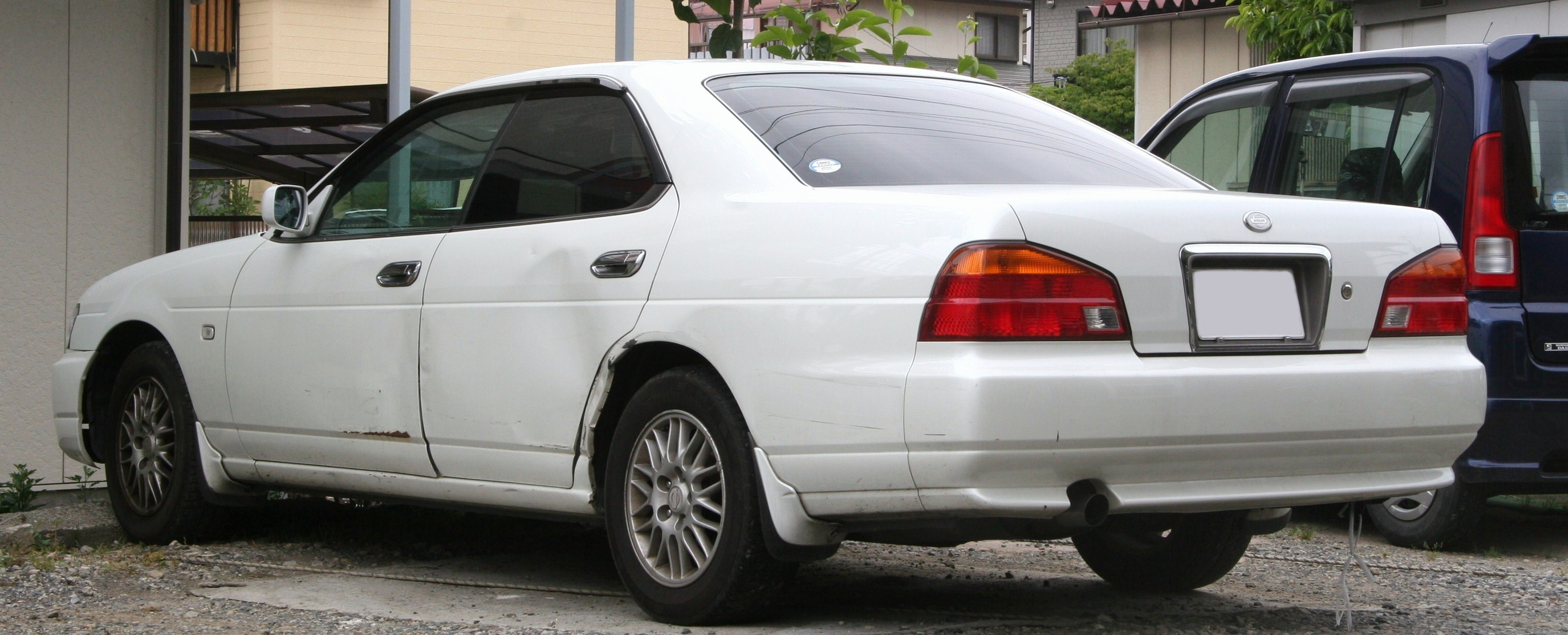
Nissan Laurel (C35, 1997-1999)

Восьме та останнє покоління C35 (1997-2002) було представлено в червні 1997 року. Число доступних моделей було скорочено; моделі оснащені 2-, 2,5-літровими бензиновими і 2,8-літровими дизельними двигунами. Випуск Laurel закінчився в кінці 2002 року. Конкурентами автомобілів залишилися Toyota Cresta і Honda Inspire. Це покоління остаточно втратило механічну трансмісію.
В вересні 1998 року з'явився двигун RB20DE. Комплектація S Club з 2,5-літровим двигуном отримала автоматичну трансмісію з механічним режимом, або тіптроніком «DUALMODE M-ATx». Існувала і повноприводна версія з системою ATTESA-ETS. Тормоза передні і задні вентильовані дискові, на всіх моделях установлена система АБС.
У серпні 1999 року відбулися невеликі зміни, оновлений екстер'єр автомобілів у комплектації Медаліст. Дизельный двигатель RD28 отримав електронно-керовану систему вприску палива (RD28E). У березні 2001 року було зупинено випуск на заводі в Мураєме, виробництво продовжилося на заводі в Точігі. В серпні 2002 року закінчилося виробництво, завершилася 34-річна історія Laurel. У 2003 році Nissan Laurel був замінений на Nissan Teana.

### Двигуни
- 2.0L RB20DE I6
- 2.5L RB25DET Turbo I6 280 к.с.
- 2.5L RB25DE I6
- 2.8L Diesel RD28E I6